# 2,2-Dialkilglicinska dekarboksilaza (piruvat)
2,2-Dialkilglicinska dekarboksilaza (piruvat) (EC 4.1.1.64, dialkil aminokiselinska (piruvatna) dekarboksilaza, alfa-dialkil aminokiselinska transaminaza, 2,2-dialkil-2-aminokiselinska-piruvatna aminotransferaza, L-alanin-alfa-ketobutiratna aminotransferaza, dialkilaminokiselinska dekarboksilaza (piruvat), 2,2-dialkilglicinska karboksilijaza (amino-transfer)) je enzim sa sistematskim imenom 2,2-dialkilglicin karboksilijaza (amino-transfer; formira L-alanin). Ovaj enzim katalizuje sledeću hemijsku reakciju
2,2-dialkilglicin + piruvat {\displaystyle \rightleftharpoons } dialkil keton + CO2 + L-alanin
Ovaj enzim je piridoksal-fosfatni protein.

## Literatura
- Nicholas C. Price; Lewis Stevens (1999). Fundamentals of Enzymology: The Cell and Molecular Biology of Catalytic Proteins (Third изд.). USA: Oxford University Press. ISBN 019850229X.
- Eric J. Toone (2006). Advances in Enzymology and Related Areas of Molecular Biology, Protein Evolution (Volume 75 изд.). Wiley-Interscience. ISBN 0471205036.
- Branden C; Tooze J. Introduction to Protein Structure. New York, NY: Garland Publishing. ISBN 0-8153-2305-0.
- Irwin H. Segel. Enzyme Kinetics: Behavior and Analysis of Rapid Equilibrium and Steady-State Enzyme Systems (Book 44 изд.). Wiley Classics Library. ISBN 0471303097.

## Spoljašnje veze
- 2,2-dialkylglycine+decarboxylase+(pyruvate) на 